# Klaus Bachmann
Klaus Bachmann (* 12. Dezember 1963 in Bruchsal) ist ein deutscher Journalist, Historiker und Politikwissenschaftler. Er veröffentlichte Bücher über deutsch-polnische und ukrainisch-polnische Beziehungen sowie Transitional Justice und ist Professor für politische Wissenschaften an der privaten Uniwersytet SWPS (Universität für Sozial- und Geisteswissenschaften) in Warschau.

## Leben
Klaus Bachmann studierte osteuropäische Geschichte und slawische Sprachen an den Universitäten in Heidelberg, Wien und Krakau. Er zog 1988 nach Polen und wurde Korrespondent der deutschen taz sowie der österreichischen Presse und des Falter. 1989 erhielt er den Status eines Auslandskorrespondenten in Polen, seit 1992 ebenfalls in Kiew, Minsk und Wilna. Ab Mitte der 1990er Jahre schrieb er für den Tagesspiegel, die Stuttgarter Zeitung, die Hannoversche Allgemeine Zeitung und in Polen für die Rzeczpospolita, die Polityka und den Tygodnik Powszechny. Im Jahr 2000 promovierte er an der Universität Warschau über den polnisch-ukrainischen Konflikt in Galizien in den Jahren 1907 bis 1914.
Ab 2001 war er für drei Jahre in Brüssel als Korrespondent deutscher und österreichischer Zeitungen in den Beneluxländern tätig. Danach habilitierte er sich an der Fakultät für Sozialwissenschaften der Universität Breslau und wurde zum Leiter des Lehrstuhls für Politologie im „Zentrum der Deutschland- und Europastudien Willy Brandt“ an der Universität Breslau ernannt. 2004 war er visiting professor im Institut für Osteuropageschichte der Universität Wien sowie 2008 im Institut für Politikwissenschaften an der Universität Bordeaux. Forschungsaufenthalte führten ihn 2007 an die Chinesische Volksuniversität in Peking und das American Institute for Contemporary German Studies an der Johns Hopkins University in Baltimore sowie 2009 an die Universität Stellenbosch in Südafrika.
Von 2005 bis 2016 war er Vorstandsmitglied der Stephan-Báthory-Stiftung (Fundacja im. Stefana Batorego). Er wurde 2006 zum außerordentlichen Professor an der Hochschule für Sozialpsychologie in Warschau berufen und 2013 zum ordentlichen Professor für Sozialwissenschaften ernannt. Er konzentrierte seine Forschungstätigkeit auf Zentral- und Südafrika mit den Schwerpunkten Deutscher Kolonialismus, Geschichte Ruandas und Namibias. 2021 veröffentlichte er den Roman Unter dem Maulbeerbaum, der sich anhand fiktiver Biographien nach historischen Vorbildern mit der Aufarbeitung der deutsch-polnischen Geschichte im 20. Jahrhundert und des deutschen Kolonialismus beschäftigt.
Im Nachgang der Parlamentswahl 2023 in Polen schrieb Bachmann einen Artikel in der Berliner Zeitung, in der er nach seiner Auffassung ein Dilemma der neuen Regierung von Ministerpräsident Donald Tusk beschrieb, die autoritär regieren müsse, um nach den institutionellen Veränderungen der achtjährigen Regierungszeit von Zjednoczona Prawica liberale Reformen durchzusetzen. Diese Auffassungen nannten manche PiS nahestehenden Medien "Bachmann-Doktrin". Jarosław Kaczyński forderte, Bachmann ins Gefängnis zu werfen oder zu deportieren und bei einer kleinen  Demonstration hielten Unterstützer aus dem Umfeld der Gazeta Polska Plakate hoch, auf denen "Bachmann nach Berlin" zu lesen war.

## Werke (Auswahl)
- „Ein Herd der Feindschaft gegen Russland“. Galizien als Krisenherd in den Beziehungen der Donaumonarchie zu Russland 1907–1914. Oldenbourg, München 2001, ISBN 3-486-56538-9.
- Polens Uhren gehen anders. Warschau vor der Osterweiterung der Europäischen Union. Hohenheim-Verlag, Stuttgart 2001, ISBN 3-89850-030-6.
- Repression, Protest, Toleranz. Wertewandel und Vergangenheitsbewältigung in Polen nach 1956. Neisse Verlag, Dresden 2010, ISBN 978-3-86276-004-6.
- Vergeltung, Strafe, Amnestie. Kollaboration und ihre Aufarbeitung in Belgien, Polen und den Niederlanden im Vergleich. Peter Lang International, Frankfurt am Main 2011, ISBN 978-3-631-61512-6.
- mit Aleksandar Fatić: The UN International Criminal Tribunals. Transition without Justice?. London, New York: Routledge 2015, ISBN 978-0-8153-7780-1
- Genocidal Empires. German Colonialism in Africa and the Third Reich. Peter Lang, Berlin 2018, ISBN 978-3-631-74517-5
- Unter dem Maulbeerbaum. Roman. Neisse Verlag, Dresden 2021. ISBN 978-3-86276-304-7